# Tour de l'Ain 2017
La 29e édition du Tour de l'Ain se déroule du 8 au 12 août 2017. La course fait partie du calendrier UCI Europe Tour 2017 en catégorie 2.1, et fut remportée par Thibaut Pinot. 

## Présentation de l'épreuve
L'épreuve a été présentée le 1er février 2017 à Saint-Vulbas : l'édition 2016 avait été quelque peu tronquée du fait des Jeux olympiques d'été. L'édition 2017 voit le retour d'un prologue.
L'épreuve est composée d'un prologue, de deux étapes de plaine et de deux étapes de montagne.

## Équipes
17 équipes participent à ce Tour de l'Ain dont 3 WorldTeams, 6 équipes continentales professionnelles, 6 équipes continentales et 2 équipes nationales :
| WorldTeams (3)- FDJ - Lotto NL-Jumbo - AG2R La Mondiale Équipes continentales professionnelles (6)- Cofidis, Solutions Crédits - Direct Énergie - Fortuneo-Oscaro - Wanty-Groupe Gobert - Androni Giocattoli - Delko Marseille Provence KTM Équipes continentales (6)- Development Team Sunweb - HP BTP-Auber 93 - Roubaix Lille Métropole - Armée de terre - Astana City - Roth-Akros Équipes nationales (2)- France espoirs - Allemagne espoirs |
| |

## Étapes
| Étape     | Date    | Villes étapes                     | type                        | Distance (km) | Vainqueur d'étape | Leader du classement général |
| --------- | ------- | --------------------------------- | --------------------------- | ------------- | ----------------- | ---------------------------- |
| Prologue  | 8 août  | Bourg-en-Bresse – Bourg-en-Bresse | contre-la-montre individuel | 3,8           | Johan Le Bon      | Johan Le Bon                 |
| 1re étape | 9 août  | Polliat – Trévoux                 | étape vallonnée             | 141,1         | Juan José Lobato  | Juan José Lobato             |
| 2e étape  | 10 août | Ambérieu-en-Bugey – Saint-Vulbas  | étape vallonnée             | 145,4         | Nacer Bouhanni    | Nacer Bouhanni               |
| 3e étape  | 11 août | Lagnieu – Oyonnax                 | étape de montagne           | 135,7         | David Gaudu       | Thibaut Pinot                |
| 4e étape  | 12 août | Lélex – Culoz                     | étape de montagne           | 109,9         | Alexandre Geniez  | Thibaut Pinot                |

## Déroulement de la course

### Prologue
| \| Classement de l'étape \| Classement de l'étape \| Classement de l'étape \| Classement de l'étape \| Classement de l'étape \| \| Coureur \| Coureur \| Pays \| Équipe \| Temps \| \| --------------------- \| --------------------- \| --------------------- \| -------------------------- \| --------------------- \| \| 1er \| Johan Le Bon \| France \| FDJ \| 4 min 32 s \| \| 2e \| Alexandre Geniez \| France \| AG2R La Mondiale \| + 2 s \| \| 3e \| Anthony Turgis \| France \| Cofidis, Solutions Crédits \| + 2 s \| \| 4e \| Thibaut Pinot \| France \| FDJ \| + 3 s \| \| 5e \| Juan José Lobato \| Espagne \| LottoNL-Jumbo \| + 4 s \| \| 6e \| Stéphane Rossetto \| France \| Cofidis, Solutions Crédits \| + 5 s \| \| 7e \| Maxime Daniel \| France \| Fortuneo-Oscaro \| + 5 s \| \| 8e \| Valentin Madouas \| France \| FDJ \| + 6 s \| \| 9e \| Maxime Bouet \| France \| Fortuneo-Oscaro \| + 6 s \| \| 10e \| Nacer Bouhanni \| France \| Cofidis, Solutions Crédits \| + 6 s \| |                   |         |                            |            |
| |                   |         |                            |            |
| Sources : ProCyclingStats Cycling Archives |                   |         |                            |            |
| Classement de l'étape |                   |         |                            |            |
| Coureur | Coureur           | Pays    | Équipe                     | Temps      |
| 1er | Johan Le Bon      | France  | FDJ                        | 4 min 32 s |
| 2e | Alexandre Geniez  | France  | AG2R La Mondiale           | + 2 s      |
| 3e | Anthony Turgis    | France  | Cofidis, Solutions Crédits | + 2 s      |
| 4e | Thibaut Pinot     | France  | FDJ                        | + 3 s      |
| 5e | Juan José Lobato  | Espagne | LottoNL-Jumbo              | + 4 s      |
| 6e | Stéphane Rossetto | France  | Cofidis, Solutions Crédits | + 5 s      |
| 7e | Maxime Daniel     | France  | Fortuneo-Oscaro            | + 5 s      |
| 8e | Valentin Madouas  | France  | FDJ                        | + 6 s      |
| 9e | Maxime Bouet      | France  | Fortuneo-Oscaro            | + 6 s      |
| 10e | Nacer Bouhanni    | France  | Cofidis, Solutions Crédits | + 6 s      |

| \| Classement général \| Classement général \| Classement général \| Classement général \| Classement général \| \| Coureur \| Coureur \| Pays \| Équipe \| Temps \| \| ------------------ \| ------------------ \| ------------------ \| -------------------------- \| ------------------ \| \| 1er \| Johan Le Bon \| France \| FDJ \| 4 min 32 s \| \| 2e \| Alexandre Geniez \| France \| AG2R La Mondiale \| + 2 s \| \| 3e \| Anthony Turgis \| France \| Cofidis, Solutions Crédits \| + 2 s \| \| 4e \| Thibaut Pinot \| France \| FDJ \| + 3 s \| \| 5e \| Juan José Lobato \| Espagne \| LottoNL-Jumbo \| + 4 s \| \| 6e \| Stéphane Rossetto \| France \| Cofidis, Solutions Crédits \| + 5 s \| \| 7e \| Maxime Daniel \| France \| Fortuneo-Oscaro \| + 5 s \| \| 8e \| Valentin Madouas \| France \| FDJ \| + 6 s \| \| 9e \| Maxime Bouet \| France \| Fortuneo-Oscaro \| + 6 s \| \| 10e \| Nacer Bouhanni \| France \| Cofidis, Solutions Crédits \| + 6 s \| |                   |         |                            |            |
| |                   |         |                            |            |
| Sources : ProCyclingStats Cycling Archives |                   |         |                            |            |
| Classement général |                   |         |                            |            |
| Coureur | Coureur           | Pays    | Équipe                     | Temps      |
| 1er | Johan Le Bon      | France  | FDJ                        | 4 min 32 s |
| 2e | Alexandre Geniez  | France  | AG2R La Mondiale           | + 2 s      |
| 3e | Anthony Turgis    | France  | Cofidis, Solutions Crédits | + 2 s      |
| 4e | Thibaut Pinot     | France  | FDJ                        | + 3 s      |
| 5e | Juan José Lobato  | Espagne | LottoNL-Jumbo              | + 4 s      |
| 6e | Stéphane Rossetto | France  | Cofidis, Solutions Crédits | + 5 s      |
| 7e | Maxime Daniel     | France  | Fortuneo-Oscaro            | + 5 s      |
| 8e | Valentin Madouas  | France  | FDJ                        | + 6 s      |
| 9e | Maxime Bouet      | France  | Fortuneo-Oscaro            | + 6 s      |
| 10e | Nacer Bouhanni    | France  | Cofidis, Solutions Crédits | + 6 s      |

### 1reétape
| \| Classement de l'étape \| Classement de l'étape \| Classement de l'étape \| Classement de l'étape \| Classement de l'étape \| \| Coureur \| Coureur \| Pays \| Équipe \| Temps \| \| --------------------- \| --------------------- \| --------------------- \| ---------------------------- \| --------------------- \| \| 1er \| Juan José Lobato \| Espagne \| LottoNL-Jumbo \| 3 h 11 min 10 s \| \| 2e \| Nacer Bouhanni \| France \| Cofidis, Solutions Crédits \| + 0 s \| \| 3e \| Steven Tronet \| France \| Armée de terre \| + 0 s \| \| 4e \| Francesco Gavazzi \| Italie \| Androni-Sidermec-Bottecchia \| + 0 s \| \| 5e \| Clément Russo \| France \| AG2R La Mondiale \| + 0 s \| \| 6e \| Maxime Daniel \| France \| Fortuneo-Oscaro \| + 0 s \| \| 7e \| Anthony Maldonado \| France \| HP BTP-Auber 93 \| + 0 s \| \| 8e \| Joris Nieuwenhuis \| Pays-Bas \| Development Team Sunweb \| + 0 s \| \| 9e \| David Menut \| France \| HP BTP-Auber 93 \| + 0 s \| \| 10e \| Benjamin Giraud \| France \| Delko-Marseille Provence-KTM \| + 0 s \| |                   |          |                              |                 |
| |                   |          |                              |                 |
| Sources : ProCyclingStats Cycling Archives |                   |          |                              |                 |
| Classement de l'étape |                   |          |                              |                 |
| Coureur | Coureur           | Pays     | Équipe                       | Temps           |
| 1er | Juan José Lobato  | Espagne  | LottoNL-Jumbo                | 3 h 11 min 10 s |
| 2e | Nacer Bouhanni    | France   | Cofidis, Solutions Crédits   | + 0 s           |
| 3e | Steven Tronet     | France   | Armée de terre               | + 0 s           |
| 4e | Francesco Gavazzi | Italie   | Androni-Sidermec-Bottecchia  | + 0 s           |
| 5e | Clément Russo     | France   | AG2R La Mondiale             | + 0 s           |
| 6e | Maxime Daniel     | France   | Fortuneo-Oscaro              | + 0 s           |
| 7e | Anthony Maldonado | France   | HP BTP-Auber 93              | + 0 s           |
| 8e | Joris Nieuwenhuis | Pays-Bas | Development Team Sunweb      | + 0 s           |
| 9e | David Menut       | France   | HP BTP-Auber 93              | + 0 s           |
| 10e | Benjamin Giraud   | France   | Delko-Marseille Provence-KTM | + 0 s           |

| \| Classement général \| Classement général \| Classement général \| Classement général \| Classement général \| \| Coureur \| Coureur \| Pays \| Équipe \| Temps \| \| ------------------ \| ------------------ \| ------------------ \| -------------------------- \| ------------------ \| \| 1er \| Juan José Lobato \| Espagne \| LottoNL-Jumbo \| 3 h 15 min 36 s \| \| 2e \| Johan Le Bon \| France \| FDJ \| + 6 s \| \| 3e \| Nacer Bouhanni \| France \| Cofidis, Solutions Crédits \| + 6 s \| \| 4e \| Alexandre Geniez \| France \| AG2R La Mondiale \| + 8 s \| \| 5e \| Thibaut Pinot \| France \| FDJ \| + 9 s \| \| 6e \| Stéphane Rossetto \| France \| Cofidis, Solutions Crédits \| + 11 s \| \| 7e \| Maxime Daniel \| France \| Fortuneo-Oscaro \| + 11 s \| \| 8e \| Valentin Madouas \| France \| FDJ \| + 12 s \| \| 9e \| Maxime Bouet \| France \| Fortuneo-Oscaro \| + 12 s \| \| 10e \| Steven Kruijswijk \| Pays-Bas \| LottoNL-Jumbo \| + 13 s \| |                   |          |                            |                 |
| |                   |          |                            |                 |
| Sources : ProCyclingStats Cycling Archives |                   |          |                            |                 |
| Classement général |                   |          |                            |                 |
| Coureur | Coureur           | Pays     | Équipe                     | Temps           |
| 1er | Juan José Lobato  | Espagne  | LottoNL-Jumbo              | 3 h 15 min 36 s |
| 2e | Johan Le Bon      | France   | FDJ                        | + 6 s           |
| 3e | Nacer Bouhanni    | France   | Cofidis, Solutions Crédits | + 6 s           |
| 4e | Alexandre Geniez  | France   | AG2R La Mondiale           | + 8 s           |
| 5e | Thibaut Pinot     | France   | FDJ                        | + 9 s           |
| 6e | Stéphane Rossetto | France   | Cofidis, Solutions Crédits | + 11 s          |
| 7e | Maxime Daniel     | France   | Fortuneo-Oscaro            | + 11 s          |
| 8e | Valentin Madouas  | France   | FDJ                        | + 12 s          |
| 9e | Maxime Bouet      | France   | Fortuneo-Oscaro            | + 12 s          |
| 10e | Steven Kruijswijk | Pays-Bas | LottoNL-Jumbo              | + 13 s          |

### 2eétape
| \| Classement de l'étape \| Classement de l'étape \| Classement de l'étape \| Classement de l'étape \| Classement de l'étape \| \| Coureur \| Coureur \| Pays \| Équipe \| Temps \| \| --------------------- \| --------------------- \| --------------------- \| ---------------------------- \| --------------------- \| \| 1er \| Nacer Bouhanni \| France \| Cofidis, Solutions Crédits \| 3 h 19 min 36 s \| \| 2e \| Samuel Dumoulin \| France \| AG2R La Mondiale \| + 0 s \| \| 3e \| Maxime Daniel \| France \| Fortuneo-Oscaro \| + 0 s \| \| 4e \| Marco Benfatto \| Italie \| Androni-Sidermec-Bottecchia \| + 0 s \| \| 5e \| Juan José Lobato \| Espagne \| LottoNL-Jumbo \| + 0 s \| \| 6e \| Benjamin Giraud \| France \| Delko-Marseille Provence-KTM \| + 0 s \| \| 7e \| Geoffrey Soupe \| France \| Cofidis, Solutions Crédits \| + 0 s \| \| 8e \| Danilo Napolitano \| Italie \| Wanty-Groupe Gobert \| + 0 s \| \| 9e \| Colin Stüssi \| Suisse \| Roth-Akros \| + 0 s \| \| 10e \| Emiel Vermeulen \| Belgique \| Roubaix Lille Métropole \| + 0 s \| |                   |          |                              |                 |
| |                   |          |                              |                 |
| Sources : ProCyclingStats Cycling Archives |                   |          |                              |                 |
| Classement de l'étape |                   |          |                              |                 |
| Coureur | Coureur           | Pays     | Équipe                       | Temps           |
| 1er | Nacer Bouhanni    | France   | Cofidis, Solutions Crédits   | 3 h 19 min 36 s |
| 2e | Samuel Dumoulin   | France   | AG2R La Mondiale             | + 0 s           |
| 3e | Maxime Daniel     | France   | Fortuneo-Oscaro              | + 0 s           |
| 4e | Marco Benfatto    | Italie   | Androni-Sidermec-Bottecchia  | + 0 s           |
| 5e | Juan José Lobato  | Espagne  | LottoNL-Jumbo                | + 0 s           |
| 6e | Benjamin Giraud   | France   | Delko-Marseille Provence-KTM | + 0 s           |
| 7e | Geoffrey Soupe    | France   | Cofidis, Solutions Crédits   | + 0 s           |
| 8e | Danilo Napolitano | Italie   | Wanty-Groupe Gobert          | + 0 s           |
| 9e | Colin Stüssi      | Suisse   | Roth-Akros                   | + 0 s           |
| 10e | Emiel Vermeulen   | Belgique | Roubaix Lille Métropole      | + 0 s           |

| \| Classement général \| Classement général \| Classement général \| Classement général \| Classement général \| \| Coureur \| Coureur \| Pays \| Équipe \| Temps \| \| ------------------ \| ------------------ \| ------------------ \| -------------------------- \| ------------------ \| \| 1er \| Nacer Bouhanni \| France \| Cofidis, Solutions Crédits \| 6 h 35 min 08 s \| \| 2e \| Juan José Lobato \| Espagne \| LottoNL-Jumbo \| + 4 s \| \| 3e \| Johan Le Bon \| France \| FDJ \| + 10 s \| \| 4e \| Maxime Daniel \| France \| Fortuneo-Oscaro \| + 11 s \| \| 5e \| Alexandre Geniez \| France \| AG2R La Mondiale \| + 12 s \| \| 6e \| Samuel Dumoulin \| France \| AG2R La Mondiale \| + 12 s \| \| 7e \| Thibaut Pinot \| France \| FDJ \| + 13 s \| \| 8e \| Stéphane Rossetto \| France \| Cofidis, Solutions Crédits \| + 15 s \| \| 9e \| Valentin Madouas \| France \| FDJ \| + 16 s \| \| 10e \| Maxime Bouet \| France \| Fortuneo-Oscaro \| + 16 s \| |                   |         |                            |                 |
| |                   |         |                            |                 |
| Sources : ProCyclingStats Cycling Archives |                   |         |                            |                 |
| Classement général |                   |         |                            |                 |
| Coureur | Coureur           | Pays    | Équipe                     | Temps           |
| 1er | Nacer Bouhanni    | France  | Cofidis, Solutions Crédits | 6 h 35 min 08 s |
| 2e | Juan José Lobato  | Espagne | LottoNL-Jumbo              | + 4 s           |
| 3e | Johan Le Bon      | France  | FDJ                        | + 10 s          |
| 4e | Maxime Daniel     | France  | Fortuneo-Oscaro            | + 11 s          |
| 5e | Alexandre Geniez  | France  | AG2R La Mondiale           | + 12 s          |
| 6e | Samuel Dumoulin   | France  | AG2R La Mondiale           | + 12 s          |
| 7e | Thibaut Pinot     | France  | FDJ                        | + 13 s          |
| 8e | Stéphane Rossetto | France  | Cofidis, Solutions Crédits | + 15 s          |
| 9e | Valentin Madouas  | France  | FDJ                        | + 16 s          |
| 10e | Maxime Bouet      | France  | Fortuneo-Oscaro            | + 16 s          |

### 3eétape
| \| Classement de l'étape \| Classement de l'étape \| Classement de l'étape \| Classement de l'étape \| Classement de l'étape \| \| Coureur \| Coureur \| Pays \| Équipe \| Temps \| \| --------------------- \| ---------------------- \| --------------------- \| ---------------------------- \| --------------------- \| \| 1er \| David Gaudu \| France \| FDJ \| 3 h 31 min 05 s \| \| 2e \| Thibaut Pinot \| France \| FDJ \| + 0 s \| \| 3e \| Alexandre Geniez \| France \| AG2R La Mondiale \| + 55 s \| \| 4e \| Brice Feillu \| France \| Fortuneo-Oscaro \| + 1 min 10 s \| \| 5e \| Steven Kruijswijk \| Pays-Bas \| LottoNL-Jumbo \| + 1 min 10 s \| \| 6e \| Mattia Cattaneo \| Italie \| Androni-Sidermec-Bottecchia \| + 1 min 10 s \| \| 7e \| Maxime Bouet \| France \| Fortuneo-Oscaro \| + 1 min 32 s \| \| 8e \| Valentin Madouas \| France \| FDJ \| + 1 min 32 s \| \| 9e \| Aurélien Paret-Peintre \| France \| France espoirs \| + 1 min 32 s \| \| 10e \| Ángel Madrazo \| Espagne \| Delko-Marseille Provence-KTM \| + 1 min 32 s \| |                        |          |                              |                 |
| |                        |          |                              |                 |
| Sources : ProCyclingStats Cycling Archives |                        |          |                              |                 |
| Classement de l'étape |                        |          |                              |                 |
| Coureur | Coureur                | Pays     | Équipe                       | Temps           |
| 1er | David Gaudu            | France   | FDJ                          | 3 h 31 min 05 s |
| 2e | Thibaut Pinot          | France   | FDJ                          | + 0 s           |
| 3e | Alexandre Geniez       | France   | AG2R La Mondiale             | + 55 s          |
| 4e | Brice Feillu           | France   | Fortuneo-Oscaro              | + 1 min 10 s    |
| 5e | Steven Kruijswijk      | Pays-Bas | LottoNL-Jumbo                | + 1 min 10 s    |
| 6e | Mattia Cattaneo        | Italie   | Androni-Sidermec-Bottecchia  | + 1 min 10 s    |
| 7e | Maxime Bouet           | France   | Fortuneo-Oscaro              | + 1 min 32 s    |
| 8e | Valentin Madouas       | France   | FDJ                          | + 1 min 32 s    |
| 9e | Aurélien Paret-Peintre | France   | France espoirs               | + 1 min 32 s    |
| 10e | Ángel Madrazo          | Espagne  | Delko-Marseille Provence-KTM | + 1 min 32 s    |

| \| Classement général \| Classement général \| Classement général \| Classement général \| Classement général \| \| Coureur \| Coureur \| Pays \| Équipe \| Temps \| \| ------------------ \| ------------------- \| ------------------ \| --------------------------- \| ------------------ \| \| 1er \| Thibaut Pinot \| France \| FDJ \| 10 h 06 min 20 s \| \| 2e \| David Gaudu \| France \| FDJ \| + 1 s \| \| 3e \| Alexandre Geniez \| France \| AG2R La Mondiale \| + 56 s \| \| 4e \| Steven Kruijswijk \| Pays-Bas \| LottoNL-Jumbo \| + 1 min 20 s \| \| 5e \| Mattia Cattaneo \| Italie \| Androni-Sidermec-Bottecchia \| + 1 min 23 s \| \| 6e \| Brice Feillu \| France \| Fortuneo-Oscaro \| + 1 min 25 s \| \| 7e \| Valentin Madouas \| France \| FDJ \| + 1 min 41 s \| \| 8e \| Maxime Bouet \| France \| Fortuneo-Oscaro \| + 1 min 41 s \| \| 9e \| Pierre-Luc Périchon \| France \| Fortuneo-Oscaro \| + 1 min 42 s \| \| 10e \| Stef Clement \| Pays-Bas \| LottoNL-Jumbo \| + 1 min 44 s \| |                     |          |                             |                  |
| |                     |          |                             |                  |
| Sources : ProCyclingStats Cycling Archives |                     |          |                             |                  |
| Classement général |                     |          |                             |                  |
| Coureur | Coureur             | Pays     | Équipe                      | Temps            |
| 1er | Thibaut Pinot       | France   | FDJ                         | 10 h 06 min 20 s |
| 2e | David Gaudu         | France   | FDJ                         | + 1 s            |
| 3e | Alexandre Geniez    | France   | AG2R La Mondiale            | + 56 s           |
| 4e | Steven Kruijswijk   | Pays-Bas | LottoNL-Jumbo               | + 1 min 20 s     |
| 5e | Mattia Cattaneo     | Italie   | Androni-Sidermec-Bottecchia | + 1 min 23 s     |
| 6e | Brice Feillu        | France   | Fortuneo-Oscaro             | + 1 min 25 s     |
| 7e | Valentin Madouas    | France   | FDJ                         | + 1 min 41 s     |
| 8e | Maxime Bouet        | France   | Fortuneo-Oscaro             | + 1 min 41 s     |
| 9e | Pierre-Luc Périchon | France   | Fortuneo-Oscaro             | + 1 min 42 s     |
| 10e | Stef Clement        | Pays-Bas | LottoNL-Jumbo               | + 1 min 44 s     |

### 4eétape
| \| Classement de l'étape \| Classement de l'étape \| Classement de l'étape \| Classement de l'étape \| Classement de l'étape \| \| Coureur \| Coureur \| Pays \| Équipe \| Temps \| \| --------------------- \| ---------------------- \| --------------------- \| ---------------------------- \| --------------------- \| \| 1er \| Alexandre Geniez \| France \| AG2R La Mondiale \| 2 h 52 min 56 s \| \| 2e \| Thibaut Pinot \| France \| FDJ \| + 0 s \| \| 3e \| Mattia Cattaneo \| Italie \| Androni-Sidermec-Bottecchia \| + 0 s \| \| 4e \| Kévin Ledanois \| France \| Fortuneo-Oscaro \| + 4 s \| \| 5e \| Aurélien Paret-Peintre \| France \| France espoirs \| + 4 s \| \| 6e \| Delio Fernández \| Espagne \| Delko-Marseille Provence-KTM \| + 4 s \| \| 7e \| Brice Feillu \| France \| Fortuneo-Oscaro \| + 4 s \| \| 8e \| Ángel Madrazo \| Espagne \| Delko-Marseille Provence-KTM \| + 4 s \| \| 9e \| Clément Chevrier \| France \| AG2R La Mondiale \| + 4 s \| \| 10e \| Thomas Degand \| Belgique \| Wanty-Groupe Gobert \| + 4 s \| |                        |          |                              |                 |
| |                        |          |                              |                 |
| Sources : ProCyclingStats Cycling Archives |                        |          |                              |                 |
| Classement de l'étape |                        |          |                              |                 |
| Coureur | Coureur                | Pays     | Équipe                       | Temps           |
| 1er | Alexandre Geniez       | France   | AG2R La Mondiale             | 2 h 52 min 56 s |
| 2e | Thibaut Pinot          | France   | FDJ                          | + 0 s           |
| 3e | Mattia Cattaneo        | Italie   | Androni-Sidermec-Bottecchia  | + 0 s           |
| 4e | Kévin Ledanois         | France   | Fortuneo-Oscaro              | + 4 s           |
| 5e | Aurélien Paret-Peintre | France   | France espoirs               | + 4 s           |
| 6e | Delio Fernández        | Espagne  | Delko-Marseille Provence-KTM | + 4 s           |
| 7e | Brice Feillu           | France   | Fortuneo-Oscaro              | + 4 s           |
| 8e | Ángel Madrazo          | Espagne  | Delko-Marseille Provence-KTM | + 4 s           |
| 9e | Clément Chevrier       | France   | AG2R La Mondiale             | + 4 s           |
| 10e | Thomas Degand          | Belgique | Wanty-Groupe Gobert          | + 4 s           |

| \| Classement général \| Classement général \| Classement général \| Classement général \| Classement général \| \| Coureur \| Coureur \| Pays \| Équipe \| Temps \| \| ------------------ \| ------------------ \| ------------------ \| --------------------------- \| ------------------ \| \| 1er \| Thibaut Pinot \| France \| FDJ \| 12 h 59 min 10 s \| \| 2e \| David Gaudu \| France \| FDJ \| + 14 s \| \| 3e \| Alexandre Geniez \| France \| AG2R La Mondiale \| + 52 s \| \| 4e \| Mattia Cattaneo \| Italie \| Androni-Sidermec-Bottecchia \| + 1 min 25 s \| \| 5e \| Steven Kruijswijk \| Pays-Bas \| LottoNL-Jumbo \| + 1 min 30 s \| \| 6e \| Brice Feillu \| France \| Fortuneo-Oscaro \| + 1 min 35 s \| \| 7e \| Maxime Bouet \| France \| Fortuneo-Oscaro \| + 1 min 51 s \| \| 8e \| Stef Clement \| Pays-Bas \| LottoNL-Jumbo \| + 1 min 54 s \| \| 9e \| Kévin Ledanois \| France \| Fortuneo-Oscaro \| + 1 min 55 s \| \| 10e \| Anthony Delaplace \| France \| Fortuneo-Oscaro \| + 1 min 55 s \| |                   |          |                             |                  |
| |                   |          |                             |                  |
| Sources : ProCyclingStats Cycling Archives |                   |          |                             |                  |
| Classement général |                   |          |                             |                  |
| Coureur | Coureur           | Pays     | Équipe                      | Temps            |
| 1er | Thibaut Pinot     | France   | FDJ                         | 12 h 59 min 10 s |
| 2e | David Gaudu       | France   | FDJ                         | + 14 s           |
| 3e | Alexandre Geniez  | France   | AG2R La Mondiale            | + 52 s           |
| 4e | Mattia Cattaneo   | Italie   | Androni-Sidermec-Bottecchia | + 1 min 25 s     |
| 5e | Steven Kruijswijk | Pays-Bas | LottoNL-Jumbo               | + 1 min 30 s     |
| 6e | Brice Feillu      | France   | Fortuneo-Oscaro             | + 1 min 35 s     |
| 7e | Maxime Bouet      | France   | Fortuneo-Oscaro             | + 1 min 51 s     |
| 8e | Stef Clement      | Pays-Bas | LottoNL-Jumbo               | + 1 min 54 s     |
| 9e | Kévin Ledanois    | France   | Fortuneo-Oscaro             | + 1 min 55 s     |
| 10e | Anthony Delaplace | France   | Fortuneo-Oscaro             | + 1 min 55 s     |

## Classements finals

### Classement général
| \| Classement général \| Classement général \| Classement général \| Classement général \| Classement général \| \| Coureur \| Coureur \| Pays \| Équipe \| Temps \| \| ------------------ \| ------------------ \| ------------------ \| --------------------------- \| ------------------ \| \| 1er \| Thibaut Pinot \| France \| FDJ \| 12 h 59 min 10 s \| \| 2e \| David Gaudu \| France \| FDJ \| + 14 s \| \| 3e \| Alexandre Geniez \| France \| AG2R La Mondiale \| + 52 s \| \| 4e \| Mattia Cattaneo \| Italie \| Androni-Sidermec-Bottecchia \| + 1 min 25 s \| \| 5e \| Steven Kruijswijk \| Pays-Bas \| LottoNL-Jumbo \| + 1 min 30 s \| \| 6e \| Brice Feillu \| France \| Fortuneo-Oscaro \| + 1 min 35 s \| \| 7e \| Maxime Bouet \| France \| Fortuneo-Oscaro \| + 1 min 51 s \| \| 8e \| Stef Clement \| Pays-Bas \| LottoNL-Jumbo \| + 1 min 54 s \| \| 9e \| Kévin Ledanois \| France \| Fortuneo-Oscaro \| + 1 min 55 s \| \| 10e \| Anthony Delaplace \| France \| Fortuneo-Oscaro \| + 1 min 55 s \| |                   |          |                             |                  |
| |                   |          |                             |                  |
| Sources : ProCyclingStats Cycling Archives |                   |          |                             |                  |
| Classement général |                   |          |                             |                  |
| Coureur | Coureur           | Pays     | Équipe                      | Temps            |
| 1er | Thibaut Pinot     | France   | FDJ                         | 12 h 59 min 10 s |
| 2e | David Gaudu       | France   | FDJ                         | + 14 s           |
| 3e | Alexandre Geniez  | France   | AG2R La Mondiale            | + 52 s           |
| 4e | Mattia Cattaneo   | Italie   | Androni-Sidermec-Bottecchia | + 1 min 25 s     |
| 5e | Steven Kruijswijk | Pays-Bas | LottoNL-Jumbo               | + 1 min 30 s     |
| 6e | Brice Feillu      | France   | Fortuneo-Oscaro             | + 1 min 35 s     |
| 7e | Maxime Bouet      | France   | Fortuneo-Oscaro             | + 1 min 51 s     |
| 8e | Stef Clement      | Pays-Bas | LottoNL-Jumbo               | + 1 min 54 s     |
| 9e | Kévin Ledanois    | France   | Fortuneo-Oscaro             | + 1 min 55 s     |
| 10e | Anthony Delaplace | France   | Fortuneo-Oscaro             | + 1 min 55 s     |

### Classements annexes
| Classement par points | Classement par points  | Classement par points | Classement par points       | Classement par points |
| Coureur               | Coureur                | Pays                  | Équipe                      | Points                |
| --------------------- | ---------------------- | --------------------- | --------------------------- | --------------------- |
| 1er                   | Alexandre Geniez       | France                | AG2R La Mondiale            | 53 pts                |
| 2e                    | Thibaut Pinot          | France                | FDJ                         | 48 pts                |
| 3e                    | Nacer Bouhanni         | France                | Cofidis, Solutions Crédits  | 46 pts                |
| 4e                    | Juan José Lobato       | Espagne               | LottoNL-Jumbo               | 43 pts                |
| 5e                    | Maxime Daniel          | France                | Fortuneo-Oscaro             | 30 pts                |
| 6e                    | Mattia Cattaneo        | Italie                | Androni-Sidermec-Bottecchia | 26 pts                |
| 7e                    | David Gaudu            | France                | FDJ                         | 25 pts                |
| 8e                    | Brice Feillu           | France                | Fortuneo-Oscaro             | 23 pts                |
| 9e                    | Aurélien Paret-Peintre | France                | France espoirs              | 19 pts                |
| 10e                   | Steven Kruijswijk      | Pays-Bas              | LottoNL-Jumbo               | 17 pts                |

| Classement par points | Classement par points  | Classement par points | Classement par points       | Classement par points |
| Coureur               | Coureur                | Pays                  | Équipe                      | Points                |
| --------------------- | ---------------------- | --------------------- | --------------------------- | --------------------- |
| 1er                   | Alexandre Geniez       | France                | AG2R La Mondiale            | 53 pts                |
| 2e                    | Thibaut Pinot          | France                | FDJ                         | 48 pts                |
| 3e                    | Nacer Bouhanni         | France                | Cofidis, Solutions Crédits  | 46 pts                |
| 4e                    | Juan José Lobato       | Espagne               | LottoNL-Jumbo               | 43 pts                |
| 5e                    | Maxime Daniel          | France                | Fortuneo-Oscaro             | 30 pts                |
| 6e                    | Mattia Cattaneo        | Italie                | Androni-Sidermec-Bottecchia | 26 pts                |
| 7e                    | David Gaudu            | France                | FDJ                         | 25 pts                |
| 8e                    | Brice Feillu           | France                | Fortuneo-Oscaro             | 23 pts                |
| 9e                    | Aurélien Paret-Peintre | France                | France espoirs              | 19 pts                |
| 10e                   | Steven Kruijswijk      | Pays-Bas              | LottoNL-Jumbo               | 17 pts                |

| Classement de la montagne | Classement de la montagne | Classement de la montagne | Classement de la montagne   | Classement de la montagne |
| Coureur                   | Coureur                   | Pays                      | Équipe                      | Points                    |
| ------------------------- | ------------------------- | ------------------------- | --------------------------- | ------------------------- |
| 1er                       | Thibaut Pinot             | France                    | FDJ                         | 37 pts                    |
| 2e                        | David Gaudu               | France                    | FDJ                         | 37 pts                    |
| 3e                        | Roland Thalmann           | Suisse                    | Roth-Akros                  | 30 pts                    |
| 4e                        | Thomas Degand             | Belgique                  | Wanty-Groupe Gobert         | 25 pts                    |
| 5e                        | Brice Feillu              | France                    | Fortuneo-Oscaro             | 22 pts                    |
| 6e                        | Thibault Ferasse          | France                    | Armée de terre              | 22 pts                    |
| 7e                        | Clément Chevrier          | France                    | AG2R La Mondiale            | 22 pts                    |
| 8e                        | Steven Kruijswijk         | Pays-Bas                  | LottoNL-Jumbo               | 20 pts                    |
| 9e                        | Mattia Cattaneo           | Italie                    | Androni-Sidermec-Bottecchia | 15 pts                    |
| 10e                       | Frédéric Brun             | France                    | France espoirs              | 15 pts                    |

| Classement de la montagne | Classement de la montagne | Classement de la montagne | Classement de la montagne   | Classement de la montagne |
| Coureur                   | Coureur                   | Pays                      | Équipe                      | Points                    |
| ------------------------- | ------------------------- | ------------------------- | --------------------------- | ------------------------- |
| 1er                       | Thibaut Pinot             | France                    | FDJ                         | 37 pts                    |
| 2e                        | David Gaudu               | France                    | FDJ                         | 37 pts                    |
| 3e                        | Roland Thalmann           | Suisse                    | Roth-Akros                  | 30 pts                    |
| 4e                        | Thomas Degand             | Belgique                  | Wanty-Groupe Gobert         | 25 pts                    |
| 5e                        | Brice Feillu              | France                    | Fortuneo-Oscaro             | 22 pts                    |
| 6e                        | Thibault Ferasse          | France                    | Armée de terre              | 22 pts                    |
| 7e                        | Clément Chevrier          | France                    | AG2R La Mondiale            | 22 pts                    |
| 8e                        | Steven Kruijswijk         | Pays-Bas                  | LottoNL-Jumbo               | 20 pts                    |
| 9e                        | Mattia Cattaneo           | Italie                    | Androni-Sidermec-Bottecchia | 15 pts                    |
| 10e                       | Frédéric Brun             | France                    | France espoirs              | 15 pts                    |

| Classement du meilleur jeune | Classement du meilleur jeune | Classement du meilleur jeune | Classement du meilleur jeune | Classement du meilleur jeune |
| Coureur                      | Coureur                      | Pays                         | Équipe                       | Temps                        |
| ---------------------------- | ---------------------------- | ---------------------------- | ---------------------------- | ---------------------------- |
| 1er                          | David Gaudu                  | France                       | FDJ                          | 12 h 59 min 24 s             |
| 2e                           | Victor Lafay                 | France                       | France espoirs               | + 1 min 49 s                 |
| 3e                           | Aurélien Paret-Peintre       | France                       | France espoirs               | + 2 min 14 s                 |
| 4e                           | Vadim Pronskiy               | Kazakhstan                   | Astana City                  | + 2 min 41 s                 |
| 5e                           | Florian Stork                | Allemagne                    | Development Team Sunweb      | + 5 min 42 s                 |
| 6e                           | Johannes Schinnagel          | Allemagne                    | Allemagne espoirs            | + 8 min 21 s                 |
| 7e                           | Valentin Madouas             | France                       | FDJ                          | + 10 min 36 s                |
| 8e                           | Galym Akhmetov               | Kazakhstan                   | Astana City                  | + 16 min 16 s                |
| 9e                           | Felix Gall                   | Autriche                     | Development Team Sunweb      | + 18 min 54 s                |
| 10e                          | Anton Kuzmin                 | Kazakhstan                   | Astana City                  | + 22 min 12 s                |

| Classement du meilleur jeune | Classement du meilleur jeune | Classement du meilleur jeune | Classement du meilleur jeune | Classement du meilleur jeune |
| Coureur                      | Coureur                      | Pays                         | Équipe                       | Temps                        |
| ---------------------------- | ---------------------------- | ---------------------------- | ---------------------------- | ---------------------------- |
| 1er                          | David Gaudu                  | France                       | FDJ                          | 12 h 59 min 24 s             |
| 2e                           | Victor Lafay                 | France                       | France espoirs               | + 1 min 49 s                 |
| 3e                           | Aurélien Paret-Peintre       | France                       | France espoirs               | + 2 min 14 s                 |
| 4e                           | Vadim Pronskiy               | Kazakhstan                   | Astana City                  | + 2 min 41 s                 |
| 5e                           | Florian Stork                | Allemagne                    | Development Team Sunweb      | + 5 min 42 s                 |
| 6e                           | Johannes Schinnagel          | Allemagne                    | Allemagne espoirs            | + 8 min 21 s                 |
| 7e                           | Valentin Madouas             | France                       | FDJ                          | + 10 min 36 s                |
| 8e                           | Galym Akhmetov               | Kazakhstan                   | Astana City                  | + 16 min 16 s                |
| 9e                           | Felix Gall                   | Autriche                     | Development Team Sunweb      | + 18 min 54 s                |
| 10e                          | Anton Kuzmin                 | Kazakhstan                   | Astana City                  | + 22 min 12 s                |

| Classement par équipes | Classement par équipes       | Classement par équipes | Classement par équipes |
| Équipe                 | Équipe                       | Pays                   | Temps                  |
| ---------------------- | ---------------------------- | ---------------------- | ---------------------- |
| 1re                    | Fortuneo-Oscaro              | France                 | 39 h 02 min 41 s       |
| 2e                     | Wanty-Groupe Gobert          | Belgique               | + 54 s                 |
| 3e                     | FDJ                          | France                 | + 6 min 07 s           |
| 4e                     | AG2R La Mondiale             | France                 | + 9 min 06 s           |
| 5e                     | Delko Marseille Provence KTM | France                 | + 9 min 55 s           |
| 6e                     | Lotto NL-Jumbo               | Pays-Bas               | + 13 min 26 s          |
| 7e                     | Armée de terre               | France                 | + 18 min 00 s          |
| 8e                     | France                       | France                 | + 18 min 48 s          |
| 9e                     | Cofidis, Solutions Crédits   | France                 | + 21 min 12 s          |
| 10e                    | Androni Giocattoli           | Italie                 | + 23 min 37 s          |

| Classement par équipes | Classement par équipes       | Classement par équipes | Classement par équipes |
| Équipe                 | Équipe                       | Pays                   | Temps                  |
| ---------------------- | ---------------------------- | ---------------------- | ---------------------- |
| 1re                    | Fortuneo-Oscaro              | France                 | 39 h 02 min 41 s       |
| 2e                     | Wanty-Groupe Gobert          | Belgique               | + 54 s                 |
| 3e                     | FDJ                          | France                 | + 6 min 07 s           |
| 4e                     | AG2R La Mondiale             | France                 | + 9 min 06 s           |
| 5e                     | Delko Marseille Provence KTM | France                 | + 9 min 55 s           |
| 6e                     | Lotto NL-Jumbo               | Pays-Bas               | + 13 min 26 s          |
| 7e                     | Armée de terre               | France                 | + 18 min 00 s          |
| 8e                     | France                       | France                 | + 18 min 48 s          |
| 9e                     | Cofidis, Solutions Crédits   | France                 | + 21 min 12 s          |
| 10e                    | Androni Giocattoli           | Italie                 | + 23 min 37 s          |

### Évolution des classements
| Étape              |                             | Vainqueur _      | Classement général | Classement par points | Meilleur grimpeur | Meilleur jeune   | Meilleure équipe |
| ------------------ | --------------------------- | ---------------- | ------------------ | --------------------- | ----------------- | ---------------- | ---------------- |
| Prologue           | contre-la-montre individuel | Johan Le Bon     | Johan Le Bon       | Johan Le Bon          | non attribué      | Valentin Madouas | FDJ              |
| 1re étape          | étape vallonnée             | Juan José Lobato | Juan José Lobato   | Juan José Lobato      | Félix Pouilly     | Valentin Madouas | FDJ              |
| 2e étape           | étape vallonnée             | Nacer Bouhanni   | Nacer Bouhanni     | Nacer Bouhanni        | Félix Pouilly     | Valentin Madouas | FDJ              |
| 3e étape           | étape de montagne           | David Gaudu      | Thibaut Pinot      | Nacer Bouhanni        | David Gaudu       | David Gaudu      | FDJ              |
| 4e étape           | étape de montagne           | Alexandre Geniez | Thibaut Pinot      | Alexandre Geniez      | Thibaut Pinot     | David Gaudu      | Fortuneo-Oscaro  |
| Classements finals | Classements finals          |                  | Thibaut Pinot      | Alexandre Geniez      | Thibaut Pinot     | David Gaudu      | Fortuneo-Oscaro  |

## Liste des participants
| Légende                             | Légende                                                                                                  | Légende                                | Légende                                                                                                  |
| ----------------------------------- | --- | -------------------------------------- | --- |
| Num                                 | Dossard de départ porté par le coureur sur ce Tour de l'Ain                                              | Pos                                    | Position finale au classement général                                                                    |
| Leader du classement général        | Indique le vainqueur du classement général                                                               | Leader du classement par points        | Indique le vainqueur du classement par points                                                            |
| Leader du classement de la montagne | Indique le vainqueur du classement de la montagne                                                        | Leader du classement du meilleur jeune | Indique le vainqueur du classement du meilleur jeune                                                     |
|                                     | Indique un maillot de champion national ou mondial, suivi de sa spécialité                               | #                                      | Indique la meilleure équipe                                                                              |
| NP                                  | Indique un coureur qui n'a pas pris le départ d'une étape, suivi du numéro de l'étape où il s'est retiré | AB                                     | Indique un coureur qui n'a pas terminé une étape, suivi du numéro de l'étape où il s'est retiré          |
| HD                                  | Indique un coureur qui a terminé une étape hors des délais, suivi du numéro de l'étape                   | *                                      | Indique un coureur en lice pour le classement du meilleur jeune (coureurs nés après le 1er janvier 1994) |

| FDJ | FDJ                     | FDJ  |
| --- | ----------------------- | ---- |
| Num | Coureur                 | Pos  |
| 1   | Thibaut Pinot (FRA)     | 1er  |
| 2   | Arnaud Courteille (FRA) | 36e  |
| 3   | David Gaudu (FRA)       | 2e   |
| 4   | Johan Le Bon (FRA)      | AB-4 |
| 5   | Valentin Madouas (FRA)  | 29e  |
| 6   | Bruno Armirail (FRA)    | AB-4 |

| LottoNL-Jumbo TLJ | LottoNL-Jumbo TLJ           | LottoNL-Jumbo TLJ |
| ----------------- | --------------------------- | ----------------- |
| Num               | Coureur                     | Pos               |
| 11                | Steven Kruijswijk (NED)     | 5e                |
| 12                | Amund Grøndahl Jansen (NOR) | 71e               |
| 13                | Stef Clement (NED)          | 8e                |
| 14                | Juan José Lobato (ESP)      | 68e               |
| 15                | Jurgen Van den Broeck (BEL) | AB-1              |
| 16                | Alexey Vermeulen (USA)      | 39e               |

| Cofidis, Solutions Crédits COF | Cofidis, Solutions Crédits COF | Cofidis, Solutions Crédits COF |
| ------------------------------ | ------------------------------ | ------------------------------ |
| Num                            | Coureur                        | Pos                            |
| 21                             | Nacer Bouhanni (FRA)           | 78e                            |
| 22                             | Tanguy Turgis (FRA)            | 76e                            |
| 23                             | Stéphane Rossetto (FRA)        | 17e                            |
| 24                             | Geoffrey Soupe (FRA)           | 80e                            |
| 25                             | Jimmy Turgis (FRA)             | 41e                            |
| 26                             | Anthony Turgis (FRA)           | 45e                            |

| AG2R La Mondiale ALM | AG2R La Mondiale ALM   | AG2R La Mondiale ALM |
| -------------------- | ---------------------- | -------------------- |
| Num                  | Coureur                | Pos                  |
| 31                   | Clément Chevrier (FRA) | 33e                  |
| 32                   | Clément Russo (FRA)    | 81e                  |
| 33                   | Samuel Dumoulin (FRA)  | AB-3                 |
| 34                   | Hubert Dupont (FRA)    | 15e                  |
| 35                   | Alexandre Geniez (FRA) | 3e                   |
| 36                   | Julien Bérard (FRA)    | 60e                  |

| Direct Énergie DEN | Direct Énergie DEN       | Direct Énergie DEN |
| ------------------ | ------------------------ | ------------------ |
| Num                | Coureur                  | Pos                |
| 41                 | Ryan Anderson (CAN)      | 61e                |
| 42                 | Jérémy Cornu (FRA)       | 32e                |
| 43                 | Fabrice Jeandesboz (FRA) | 40e                |
| 44                 | Mathieu Burgaudeau (FRA) | 72e                |
| 45                 | Bryan Nauleau (FRA)      | 38e                |
| 46                 | Paul Ourselin (FRA)      | 46e                |

| Development Team Sunweb DSU | Development Team Sunweb DSU | Development Team Sunweb DSU |
| --------------------------- | --------------------------- | --------------------------- |
| Num                         | Coureur                     | Pos                         |
| 51                          | Nils Eekhoff (NED)          | AB-3                        |
| 52                          | Jarno Mobach (NED)          | 75e                         |
| 53                          | Joris Nieuwenhuis (NED)     | 58e                         |
| 54                          | Martin Salmon (GER)         | AB-3                        |
| 55                          | Florian Stork (GER)         | 24e                         |
| 56                          | Felix Gall (AUT)            | 47e                         |

| Fortuneo-Oscaro TFO | Fortuneo-Oscaro TFO       | Fortuneo-Oscaro TFO |
| ------------------- | ------------------------- | ------------------- |
| Num                 | Coureur                   | Pos                 |
| 61                  | Maxime Bouet (FRA)        | 7e                  |
| 62                  | Maxime Daniel (FRA)       | 70e                 |
| 63                  | Anthony Delaplace (FRA)   | 10e                 |
| 64                  | Brice Feillu (FRA)        | 6e                  |
| 65                  | Kévin Ledanois (FRA)      | 9e                  |
| 66                  | Pierre-Luc Périchon (FRA) | 28e                 |

| Wanty-Groupe Gobert WGG | Wanty-Groupe Gobert WGG  | Wanty-Groupe Gobert WGG |
| ----------------------- | ------------------------ | ----------------------- |
| Num                     | Coureur                  | Pos                     |
| 71                      | Guillaume Martin (FRA)   | 11e                     |
| 72                      | Thomas Degand (BEL)      | 23e                     |
| 73                      | Fabien Doubey (FRA)      | 21e                     |
| 74                      | Guillaume Levarlet (FRA) | 18e                     |
| 75                      | Danilo Napolitano (ITA)  | AB-3                    |
| 76                      | Marco Minnaard (NED)     | 13e                     |

| Androni-Sidermec-Bottecchia ANS | Androni-Sidermec-Bottecchia ANS | Androni-Sidermec-Bottecchia ANS |
| ------------------------------- | ------------------------------- | ------------------------------- |
| Num                             | Coureur                         | Pos                             |
| 81                              | Marco Benfatto (ITA)            | AB-4                            |
| 82                              | Mattia Cattaneo (ITA)           | 4e                              |
| 83                              | Marco Frapporti (ITA)           | 53e                             |
| 84                              | Francesco Gavazzi (ITA)         | 48e                             |
| 85                              | Andrea Palini (ITA)             | 63e                             |
| 86                              | Rodolfo Torres (COL)            | 25e                             |

| HP BTP-Auber 93 AUB | HP BTP-Auber 93 AUB     | HP BTP-Auber 93 AUB |
| ------------------- | ----------------------- | ------------------- |
| Num                 | Coureur                 | Pos                 |
| 91                  | Nicolas Baldo (FRA)     | 51e                 |
| 92                  | Jérémy Bescond (FRA)    | 30e                 |
| 93                  | Anthony Maldonado (FRA) | NP-3                |
| 94                  | Pierre Gouault (FRA)    | 35e                 |
| 95                  | Kévin Le Cunff (FRA)    | 49e                 |
| 96                  | David Menut (FRA)       | 52e                 |

| Roubaix Lille Métropole RLM | Roubaix Lille Métropole RLM | Roubaix Lille Métropole RLM |
| --------------------------- | --------------------------- | --------------------------- |
| Num                         | Coureur                     | Pos                         |
| 101                         | Julien Antomarchi (FRA)     | 44e                         |
| 102                         | Louis Pijourlet (FRA)       | 74e                         |
| 103                         | Jérémy Lecroq (FRA)         | 84e                         |
| 104                         | Félix Pouilly (FRA)         | 85e                         |
| 105                         | Nicolas Vereecken (BEL)     | 82e                         |
| 106                         | Emiel Vermeulen (BEL)       | 83e                         |

| Delko-Marseille Provence-KTM DMP | Delko-Marseille Provence-KTM DMP | Delko-Marseille Provence-KTM DMP |
| -------------------------------- | -------------------------------- | -------------------------------- |
| Num                              | Coureur                          | Pos                              |
| 111                              | Romain Combaud (FRA)             | 37e                              |
| 112                              | Ángel Madrazo (ESP)              | 16e                              |
| 113                              | Delio Fernández (ESP)            | 12e                              |
| 114                              | Benjamin Giraud (FRA)            | 79e                              |
| 115                              | Evaldas Šiškevičius (LTU)        | AB-4                             |
| 116                              | Jhon Anderson Rodríguez (COL)    | 69e                              |

| Allemagne espoirs GER | Allemagne espoirs GER | Allemagne espoirs GER |
| --------------------- | --------------------- | --------------------- |
| Num                   | Coureur               | Pos                   |
| 121                   | Robert Kessler        | 86e                   |
| 122                   | Georg Zimmermann      | 67e                   |
| 123                   | Patrick Haller        | NP-4                  |
| 124                   | Florian Nowak         | 55e                   |
| 125                   | Christian Koch        | 87e                   |
| 126                   | Johannes Schinnagel   | 27e                   |

| France espoirs FRA | France espoirs FRA     | France espoirs FRA |
| ------------------ | ---------------------- | ------------------ |
| Num                | Coureur                | Pos                |
| 131                | Frédéric Brun          | 59e                |
| 132                | Axel Journiaux         | 88e                |
| 133                | Victor Lafay           | 14e                |
| 134                | Flavien Maurelet       | 50e                |
| 135                | Aurélien Paret-Peintre | 19e                |
| 136                | Simon Sellier          | 65e                |

| Armée de terre ADT | Armée de terre ADT       | Armée de terre ADT |
| ------------------ | ------------------------ | ------------------ |
| Num                | Coureur                  | Pos                |
| 141                | Julien Loubet (FRA)      | 56e                |
| 142                | Fabien Canal (FRA)       | 34e                |
| 143                | Romain Campistrous (FRA) | NP-4               |
| 144                | Thibault Ferasse (FRA)   | 31e                |
| 145                | Romain Le Roux (FRA)     | 22e                |
| 146                | Steven Tronet (FRA)      | AB-3               |

| Astana City TSE | Astana City TSE         | Astana City TSE |
| --------------- | ----------------------- | --------------- |
| Num             | Coureur                 | Pos             |
| 151             | Galym Akhmetov (KAZ)    | 42e             |
| 152             | Vladimir Tsoy (KAZ)     | 73e             |
| 153             | Anton Kuzmin (KAZ)      | 54e             |
| 154             | Sergey Luchshenko (KAZ) | 66e             |
| 155             | Matvey Nikitin (KAZ)    | 64e             |
| 156             | Vadim Pronskiy (KAZ)    | 20e             |

| Roth-Akros TRA | Roth-Akros TRA            | Roth-Akros TRA |
| -------------- | ------------------------- | -------------- |
| Num            | Coureur                   | Pos            |
| 161            | Valentin Baillifard (SUI) | 26e            |
| 162            | Lukas Jaun (SUI)          | 77e            |
| 163            | Damian Lüscher (SUI)      | 62e            |
| 164            | Matthias Reutimann (SUI)  | AB-3           |
| 165            | Colin Stüssi (SUI)        | 43e            |
| 166            | Roland Thalmann (SUI)     | 57e            |

| FDJ | FDJ                     | FDJ  |
| --- | ----------------------- | ---- |
| Num | Coureur                 | Pos  |
| 1   | Thibaut Pinot (FRA)     | 1er  |
| 2   | Arnaud Courteille (FRA) | 36e  |
| 3   | David Gaudu (FRA)       | 2e   |
| 4   | Johan Le Bon (FRA)      | AB-4 |
| 5   | Valentin Madouas (FRA)  | 29e  |
| 6   | Bruno Armirail (FRA)    | AB-4 |

| LottoNL-Jumbo TLJ | LottoNL-Jumbo TLJ           | LottoNL-Jumbo TLJ |
| ----------------- | --------------------------- | ----------------- |
| Num               | Coureur                     | Pos               |
| 11                | Steven Kruijswijk (NED)     | 5e                |
| 12                | Amund Grøndahl Jansen (NOR) | 71e               |
| 13                | Stef Clement (NED)          | 8e                |
| 14                | Juan José Lobato (ESP)      | 68e               |
| 15                | Jurgen Van den Broeck (BEL) | AB-1              |
| 16                | Alexey Vermeulen (USA)      | 39e               |

| Cofidis, Solutions Crédits COF | Cofidis, Solutions Crédits COF | Cofidis, Solutions Crédits COF |
| ------------------------------ | ------------------------------ | ------------------------------ |
| Num                            | Coureur                        | Pos                            |
| 21                             | Nacer Bouhanni (FRA)           | 78e                            |
| 22                             | Tanguy Turgis (FRA)            | 76e                            |
| 23                             | Stéphane Rossetto (FRA)        | 17e                            |
| 24                             | Geoffrey Soupe (FRA)           | 80e                            |
| 25                             | Jimmy Turgis (FRA)             | 41e                            |
| 26                             | Anthony Turgis (FRA)           | 45e                            |

| AG2R La Mondiale ALM | AG2R La Mondiale ALM   | AG2R La Mondiale ALM |
| -------------------- | ---------------------- | -------------------- |
| Num                  | Coureur                | Pos                  |
| 31                   | Clément Chevrier (FRA) | 33e                  |
| 32                   | Clément Russo (FRA)    | 81e                  |
| 33                   | Samuel Dumoulin (FRA)  | AB-3                 |
| 34                   | Hubert Dupont (FRA)    | 15e                  |
| 35                   | Alexandre Geniez (FRA) | 3e                   |
| 36                   | Julien Bérard (FRA)    | 60e                  |

| Direct Énergie DEN | Direct Énergie DEN       | Direct Énergie DEN |
| ------------------ | ------------------------ | ------------------ |
| Num                | Coureur                  | Pos                |
| 41                 | Ryan Anderson (CAN)      | 61e                |
| 42                 | Jérémy Cornu (FRA)       | 32e                |
| 43                 | Fabrice Jeandesboz (FRA) | 40e                |
| 44                 | Mathieu Burgaudeau (FRA) | 72e                |
| 45                 | Bryan Nauleau (FRA)      | 38e                |
| 46                 | Paul Ourselin (FRA)      | 46e                |

| Development Team Sunweb DSU | Development Team Sunweb DSU | Development Team Sunweb DSU |
| --------------------------- | --------------------------- | --------------------------- |
| Num                         | Coureur                     | Pos                         |
| 51                          | Nils Eekhoff (NED)          | AB-3                        |
| 52                          | Jarno Mobach (NED)          | 75e                         |
| 53                          | Joris Nieuwenhuis (NED)     | 58e                         |
| 54                          | Martin Salmon (GER)         | AB-3                        |
| 55                          | Florian Stork (GER)         | 24e                         |
| 56                          | Felix Gall (AUT)            | 47e                         |

| Fortuneo-Oscaro TFO | Fortuneo-Oscaro TFO       | Fortuneo-Oscaro TFO |
| ------------------- | ------------------------- | ------------------- |
| Num                 | Coureur                   | Pos                 |
| 61                  | Maxime Bouet (FRA)        | 7e                  |
| 62                  | Maxime Daniel (FRA)       | 70e                 |
| 63                  | Anthony Delaplace (FRA)   | 10e                 |
| 64                  | Brice Feillu (FRA)        | 6e                  |
| 65                  | Kévin Ledanois (FRA)      | 9e                  |
| 66                  | Pierre-Luc Périchon (FRA) | 28e                 |

| Wanty-Groupe Gobert WGG | Wanty-Groupe Gobert WGG  | Wanty-Groupe Gobert WGG |
| ----------------------- | ------------------------ | ----------------------- |
| Num                     | Coureur                  | Pos                     |
| 71                      | Guillaume Martin (FRA)   | 11e                     |
| 72                      | Thomas Degand (BEL)      | 23e                     |
| 73                      | Fabien Doubey (FRA)      | 21e                     |
| 74                      | Guillaume Levarlet (FRA) | 18e                     |
| 75                      | Danilo Napolitano (ITA)  | AB-3                    |
| 76                      | Marco Minnaard (NED)     | 13e                     |

| Androni-Sidermec-Bottecchia ANS | Androni-Sidermec-Bottecchia ANS | Androni-Sidermec-Bottecchia ANS |
| ------------------------------- | ------------------------------- | ------------------------------- |
| Num                             | Coureur                         | Pos                             |
| 81                              | Marco Benfatto (ITA)            | AB-4                            |
| 82                              | Mattia Cattaneo (ITA)           | 4e                              |
| 83                              | Marco Frapporti (ITA)           | 53e                             |
| 84                              | Francesco Gavazzi (ITA)         | 48e                             |
| 85                              | Andrea Palini (ITA)             | 63e                             |
| 86                              | Rodolfo Torres (COL)            | 25e                             |

| HP BTP-Auber 93 AUB | HP BTP-Auber 93 AUB     | HP BTP-Auber 93 AUB |
| ------------------- | ----------------------- | ------------------- |
| Num                 | Coureur                 | Pos                 |
| 91                  | Nicolas Baldo (FRA)     | 51e                 |
| 92                  | Jérémy Bescond (FRA)    | 30e                 |
| 93                  | Anthony Maldonado (FRA) | NP-3                |
| 94                  | Pierre Gouault (FRA)    | 35e                 |
| 95                  | Kévin Le Cunff (FRA)    | 49e                 |
| 96                  | David Menut (FRA)       | 52e                 |

| Roubaix Lille Métropole RLM | Roubaix Lille Métropole RLM | Roubaix Lille Métropole RLM |
| --------------------------- | --------------------------- | --------------------------- |
| Num                         | Coureur                     | Pos                         |
| 101                         | Julien Antomarchi (FRA)     | 44e                         |
| 102                         | Louis Pijourlet (FRA)       | 74e                         |
| 103                         | Jérémy Lecroq (FRA)         | 84e                         |
| 104                         | Félix Pouilly (FRA)         | 85e                         |
| 105                         | Nicolas Vereecken (BEL)     | 82e                         |
| 106                         | Emiel Vermeulen (BEL)       | 83e                         |

| Delko-Marseille Provence-KTM DMP | Delko-Marseille Provence-KTM DMP | Delko-Marseille Provence-KTM DMP |
| -------------------------------- | -------------------------------- | -------------------------------- |
| Num                              | Coureur                          | Pos                              |
| 111                              | Romain Combaud (FRA)             | 37e                              |
| 112                              | Ángel Madrazo (ESP)              | 16e                              |
| 113                              | Delio Fernández (ESP)            | 12e                              |
| 114                              | Benjamin Giraud (FRA)            | 79e                              |
| 115                              | Evaldas Šiškevičius (LTU)        | AB-4                             |
| 116                              | Jhon Anderson Rodríguez (COL)    | 69e                              |

| Allemagne espoirs GER | Allemagne espoirs GER | Allemagne espoirs GER |
| --------------------- | --------------------- | --------------------- |
| Num                   | Coureur               | Pos                   |
| 121                   | Robert Kessler        | 86e                   |
| 122                   | Georg Zimmermann      | 67e                   |
| 123                   | Patrick Haller        | NP-4                  |
| 124                   | Florian Nowak         | 55e                   |
| 125                   | Christian Koch        | 87e                   |
| 126                   | Johannes Schinnagel   | 27e                   |

| France espoirs FRA | France espoirs FRA     | France espoirs FRA |
| ------------------ | ---------------------- | ------------------ |
| Num                | Coureur                | Pos                |
| 131                | Frédéric Brun          | 59e                |
| 132                | Axel Journiaux         | 88e                |
| 133                | Victor Lafay           | 14e                |
| 134                | Flavien Maurelet       | 50e                |
| 135                | Aurélien Paret-Peintre | 19e                |
| 136                | Simon Sellier          | 65e                |

| Armée de terre ADT | Armée de terre ADT       | Armée de terre ADT |
| ------------------ | ------------------------ | ------------------ |
| Num                | Coureur                  | Pos                |
| 141                | Julien Loubet (FRA)      | 56e                |
| 142                | Fabien Canal (FRA)       | 34e                |
| 143                | Romain Campistrous (FRA) | NP-4               |
| 144                | Thibault Ferasse (FRA)   | 31e                |
| 145                | Romain Le Roux (FRA)     | 22e                |
| 146                | Steven Tronet (FRA)      | AB-3               |

| Astana City TSE | Astana City TSE         | Astana City TSE |
| --------------- | ----------------------- | --------------- |
| Num             | Coureur                 | Pos             |
| 151             | Galym Akhmetov (KAZ)    | 42e             |
| 152             | Vladimir Tsoy (KAZ)     | 73e             |
| 153             | Anton Kuzmin (KAZ)      | 54e             |
| 154             | Sergey Luchshenko (KAZ) | 66e             |
| 155             | Matvey Nikitin (KAZ)    | 64e             |
| 156             | Vadim Pronskiy (KAZ)    | 20e             |

| Roth-Akros TRA | Roth-Akros TRA            | Roth-Akros TRA |
| -------------- | ------------------------- | -------------- |
| Num            | Coureur                   | Pos            |
| 161            | Valentin Baillifard (SUI) | 26e            |
| 162            | Lukas Jaun (SUI)          | 77e            |
| 163            | Damian Lüscher (SUI)      | 62e            |
| 164            | Matthias Reutimann (SUI)  | AB-3           |
| 165            | Colin Stüssi (SUI)        | 43e            |
| 166            | Roland Thalmann (SUI)     | 57e            |

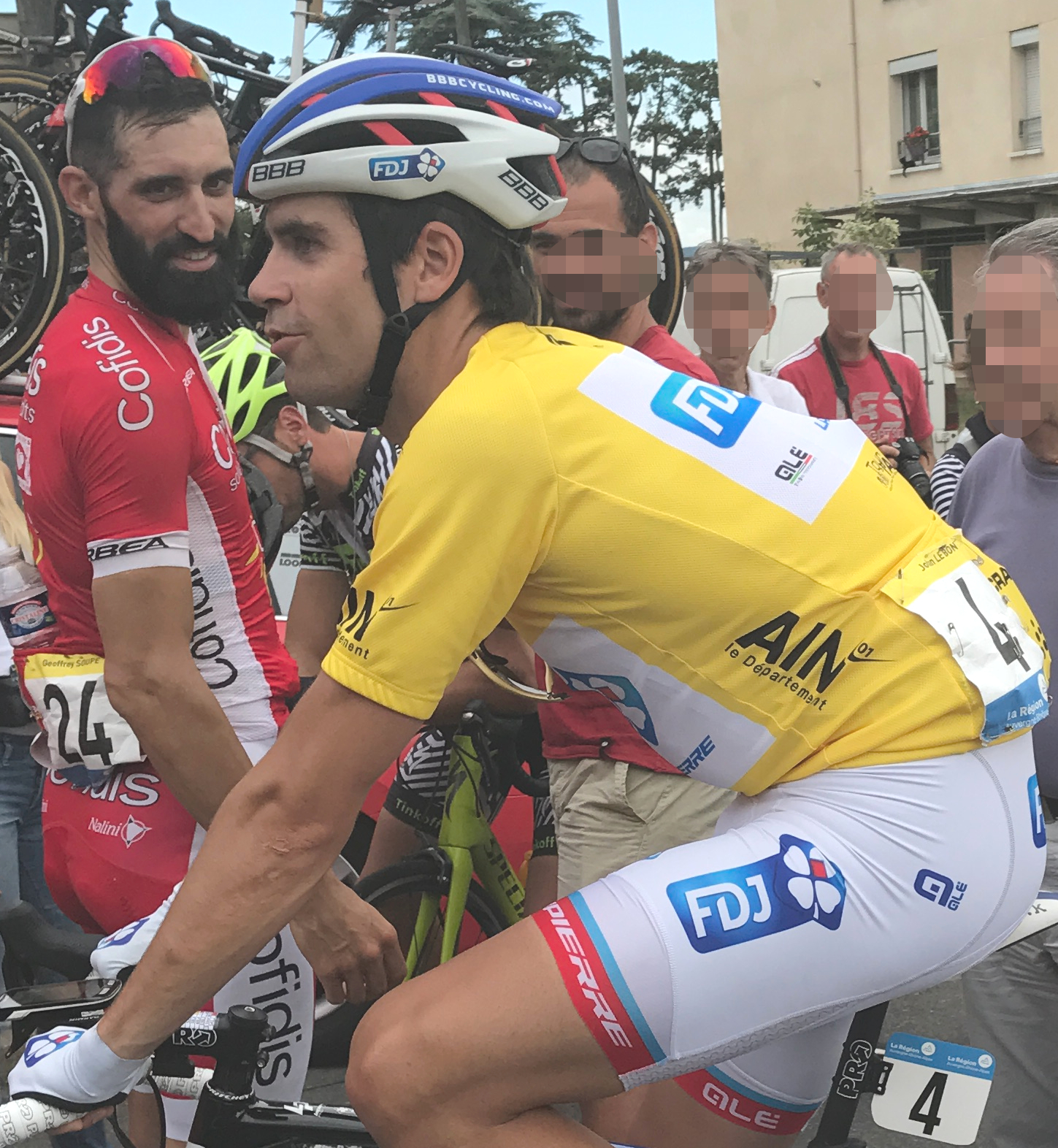
Johan Le Bon vainqueur du prologue, avec son maillot jaune à l'issue de la première étape.
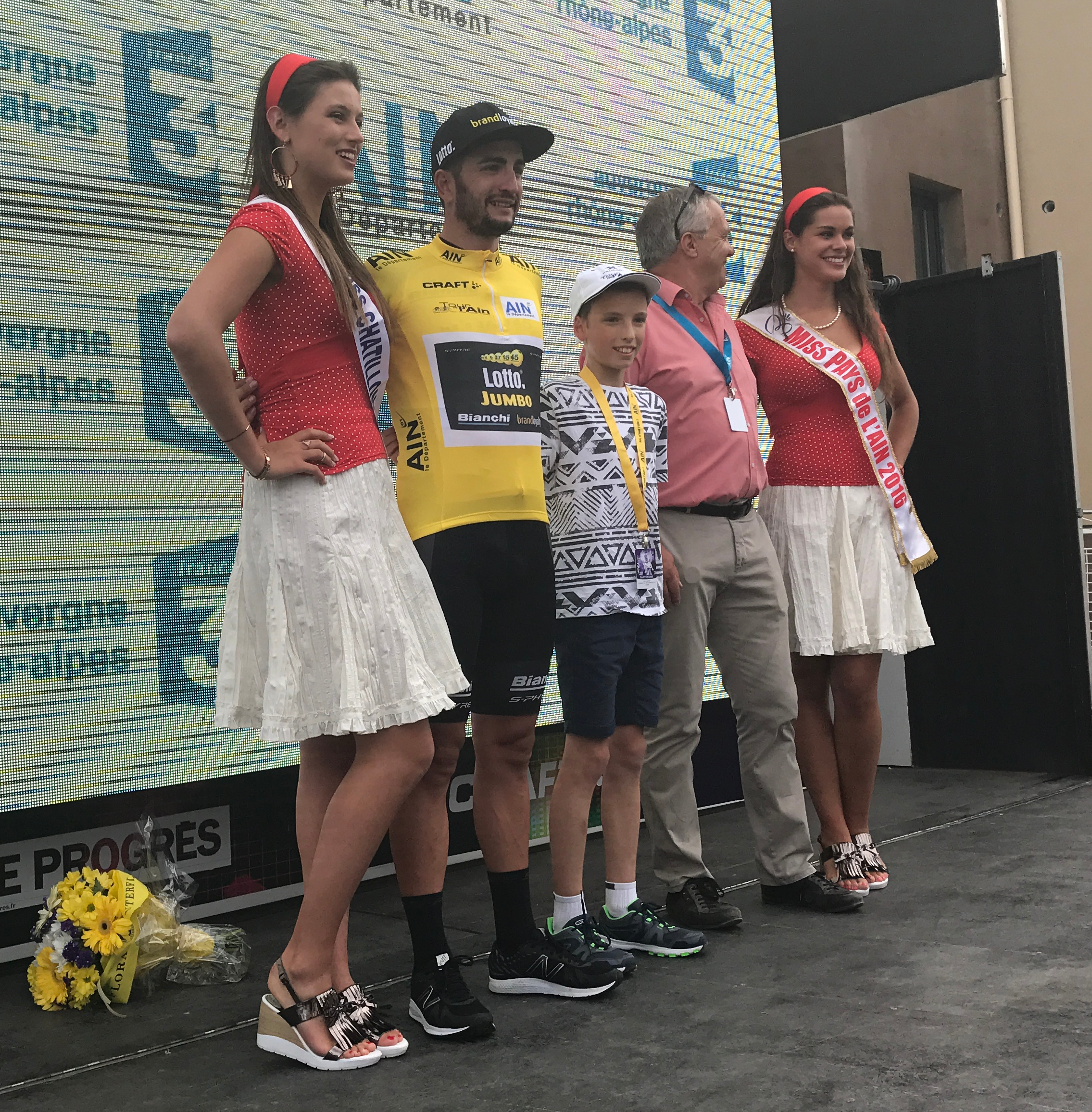
Podium du maillot jaune Juan José Lobato à Trévoux à l'issue de la 1re étape.
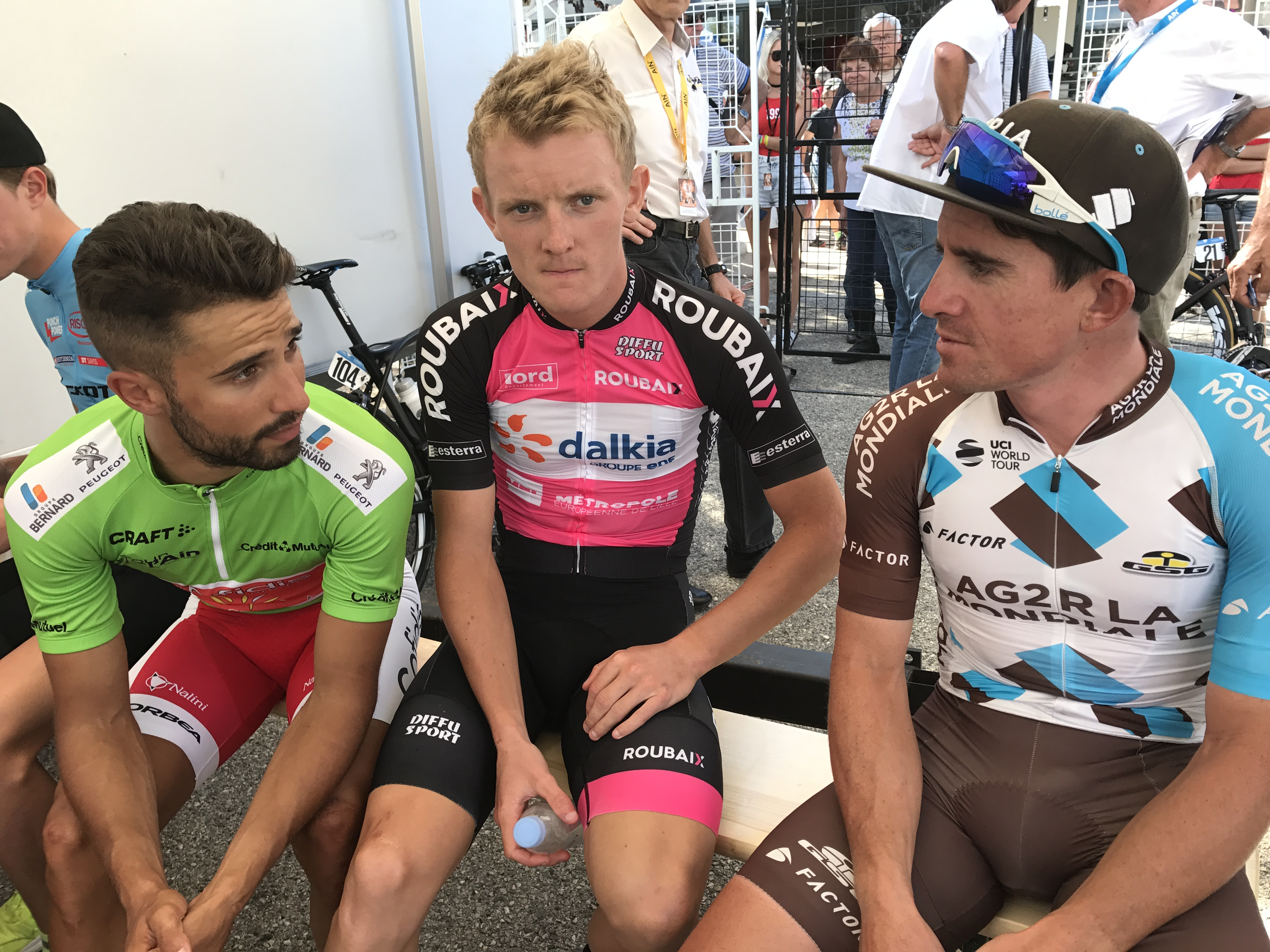
Nacer Bouhanni vainqueur de la 2e étape en discussion avec Samuel Dumoulin 2e, juste avant la cérémonie du podium.
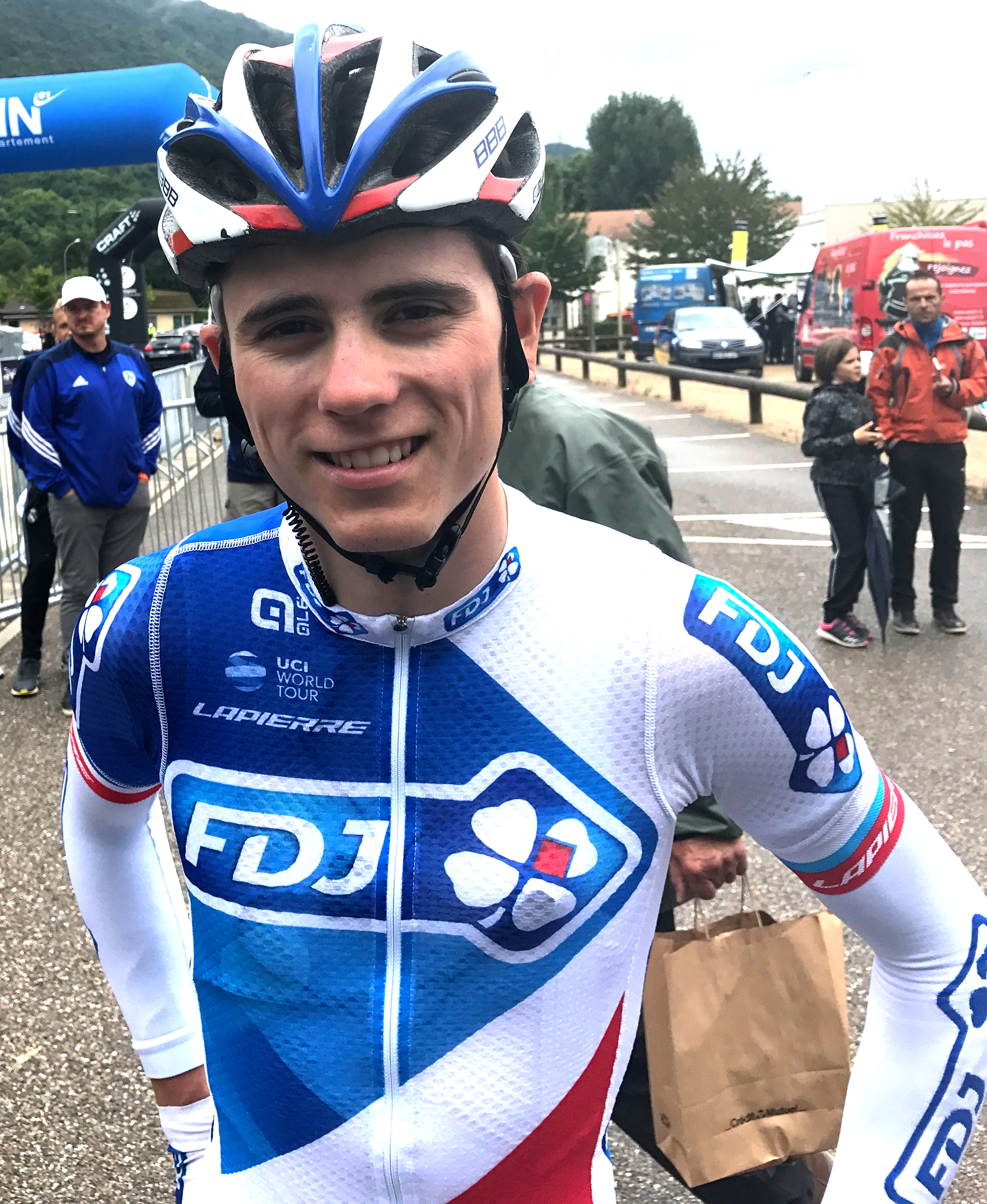
David Gaudu au départ de la 3e étape qu'il remporte.
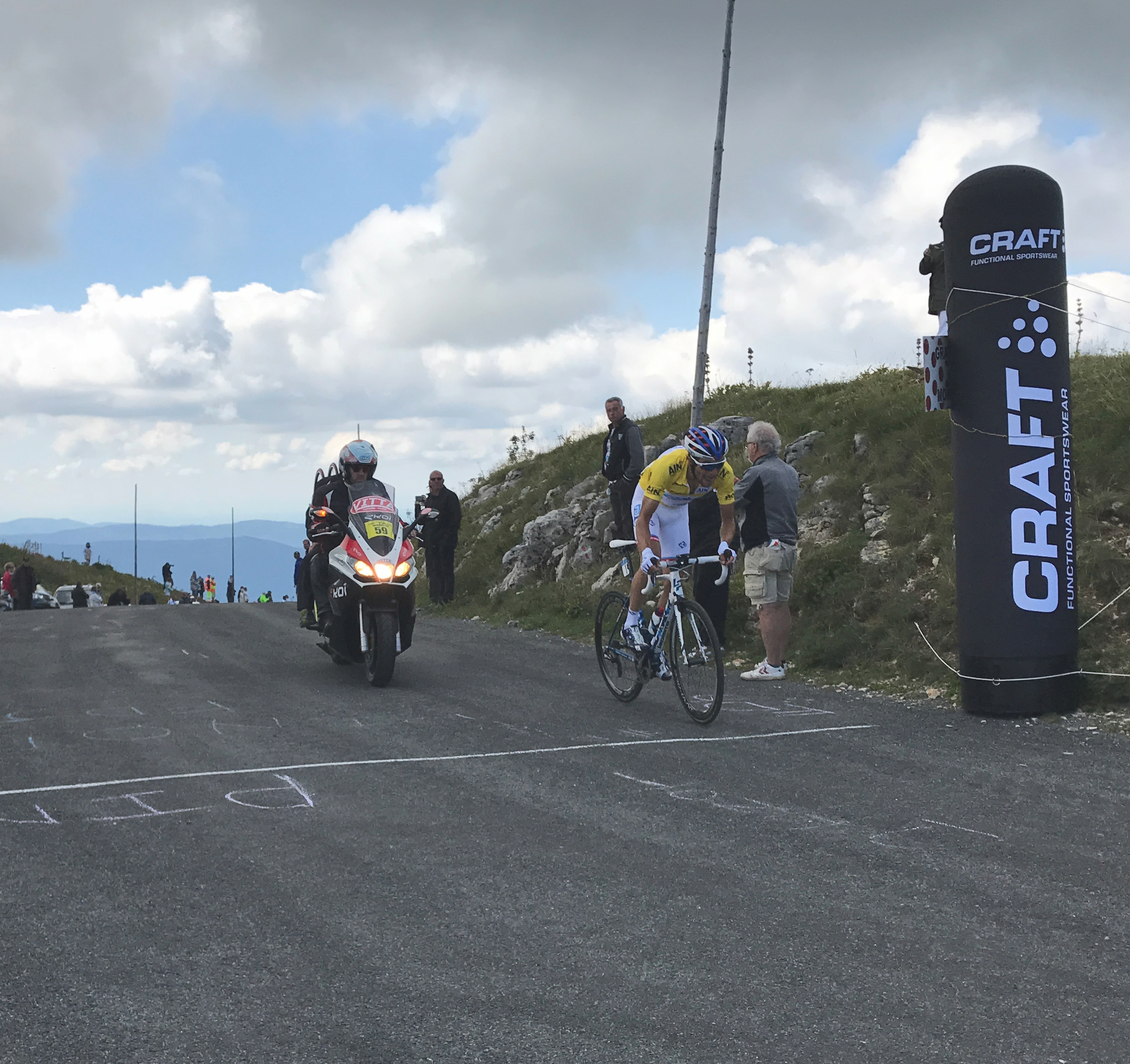
Passage de Thibaut Pinot en tête au Col du Grand Colombier lors de la 4e et dernière étape.